# Liste der Naturdenkmale in Plettenberg
Die Liste der Naturdenkmale in Plettenberg enthält die Naturdenkmale in Plettenberg im Märkischen Kreis in Nordrhein-Westfalen.

## Naturdenkmale
| Bild | Bezeichnung    | Ortsteil       | Lage                                                               | Bemerkung | Unter Schutz gestellt seit | Nummer      |
| ---- | -------------- | -------------- | ------------------------------------------------------------------ | --- | -------------------------- | ----------- |
|      | 1 Traubeneiche | Selscheid      | Selscheid 4/Ecke Selscheid 1 a (51° 13′ 56,1″ N, 7° 47′ 39″ O)     | Dorfprägender Einzelbaum mit einem geschätzten Alter von 190 Jahren (2020). | 1964                       | ND 005/92   |
|      | 1 Stieleiche   | Ohle           | Lennestraße 32/34 (51° 14′ 11,8″ N, 7° 49′ 54,3″ O)                | Prägender Straßenbaum mit einem geschätzten Alter von 163 Jahren (2020). | 1964                       | ND 009/321  |
|      | 1 Esche        | Ohle           | im Krähenfeld (51° 15′ 2,6″ N, 7° 49′ 6,3″ O)                      | Landschaftsprägender Einzelbaum mit tief angesetzter Krone und einem geschätzten Alter von 113 Jahren (2020). | 1985                       | LPL1 3.4.1  |
|      | 2 Blutbuchen   | Ohle           | Brüninghausen 1/3 (51° 14′ 43,3″ N, 7° 49′ 17,3″ O)                | Zwei von ehemals drei Blutbuchen nahe der Bundesstraße 236 nordöstlich der ehemaligen Mühle des Schlosses Brüninghausen mit einem geschätzten Alter von 173 bis 193 Jahren (2020). | 1964                       | LPL1 3.4.2  |
|      | 1 Stieleiche   | Ohle           | Südlich Winterhof 1 (51° 13′ 41,3″ N, 7° 48′ 40,9″ O)              | Landschaftsprägender Baum mit ungewöhnlich breit ausladender Krone südlich des Ortsteils Erkelze mit einem geschätzten Alter von 133 Jahren (2020). | 1985                       | LPL1 3.4.3  |
|      | 2 Hülsenhorste | Selscheid      | Ostsüdöstlich Schlechtenweg 11 a (51° 13′ 51,5″ N, 7° 47′ 59,4″ O) | Hülsenhorste in prägender Waldrandlage. Alter unbekannt. | 1964                       | LPL1 3.4.5  |
|      | 2 Eichen       | Grimminghausen | Grimminghausen 3 (51° 13′ 25,9″ N, 7° 47′ 21″ O)                   | Eichen mit einem geschätzten Alter von 163 Jahren (2020). | 1964                       | LPL1 3.4.6  |
|      | 1 Linde        | Grimminghausen | Südwestlich Grimminghausen 3 (51° 13′ 22,7″ N, 7° 47′ 11,5″ O)     | Prägender Waldbaum am ehemaligen Hof Vosloh mit einem geschätzten Alter von 193 Jahren (2020). | 1964                       | LPL1 3.4.8  |
|      | 1 Eiche        | Frehlinghausen | Westsüdwestlich Frehlinghausen 5 (51° 11′ 53,3″ N, 7° 48′ 19,3″ O) | Prägender breitkroniger und vielarmiger Hofbaum in der Ortschaft Frehlinghausen mit einem geschätzten Alter von 233 Jahren (2020). | 1964                       | LPL1 3.4.9  |
|      | 1 Eiche        | Oesterau       | Nördlich Immecke (51° 11′ 9,6″ N, 7° 50′ 44,3″ O)                  | Die Eiche, die im Volksmund „Breite Eiche“ oder auch früher „Dicke Eiche“ genannt wurde und am Wanderweg Himmelmert – Bredeneck steht, hat nach dem Kurzprofil des Märkischen Kreises ein geschätztes Alter von 263 Jahren (2020). Andere Quellen gehen von einem Alter von 700 bis 800 Jahren aus. | 1964                       | LPL1 3.4.10 |
|      | 4 Hülsenhorste | Eiringhausen   | Südlich Burgruine Schwarzenberg (51° 13′ 11,3″ N, 7° 54′ 36,6″ O)  | Mehrstämmige hofprägende Hülsenhorste mit einem geschätzten Alter von 93 Jahren (2020). | 1964                       | LPL1 3.4.11 |